# Wilber M. Brucker
Wilber Marion Brucker, född 23 juni 1894 i Saginaw i Michigan, död 28 oktober 1968 i Detroit i Michigan, var en amerikansk republikansk politiker. Han var guvernör i delstaten Michigan 1931–1933.
Fadern Ferdinand Brucker representerade Michigans 8:e distrikt som demokrat i USA:s representanthus 1897–1899. Wilber Marion Brucker utexaminerades 1916 från University of Michigan och deltog i första världskriget som officer i USA:s armé i Frankrike.
Brucker var åklagare i Saginaw County 1923–1927 och delstatens justitieminister (Michigan Attorney General) 1928–1930. Han efterträdde 1931 Fred Green som guvernör och efterträddes 1933 av William Comstock. Demokraten Prentiss M. Brown besegrade Brucker i senatsvalet 1936.
Brucker tjänstgjorde på USA:s försvarsdepartement under Dwight D. Eisenhowers tid som president, först som chefsjurist (general counsel) 1954–1955 och sedan som arméminister (Secretary of the Army) 1955–1961.
Presbyterianen och frimuraren Brucker gravsattes på Arlingtonkyrkogården.